# Khủng hoảng Sputnik

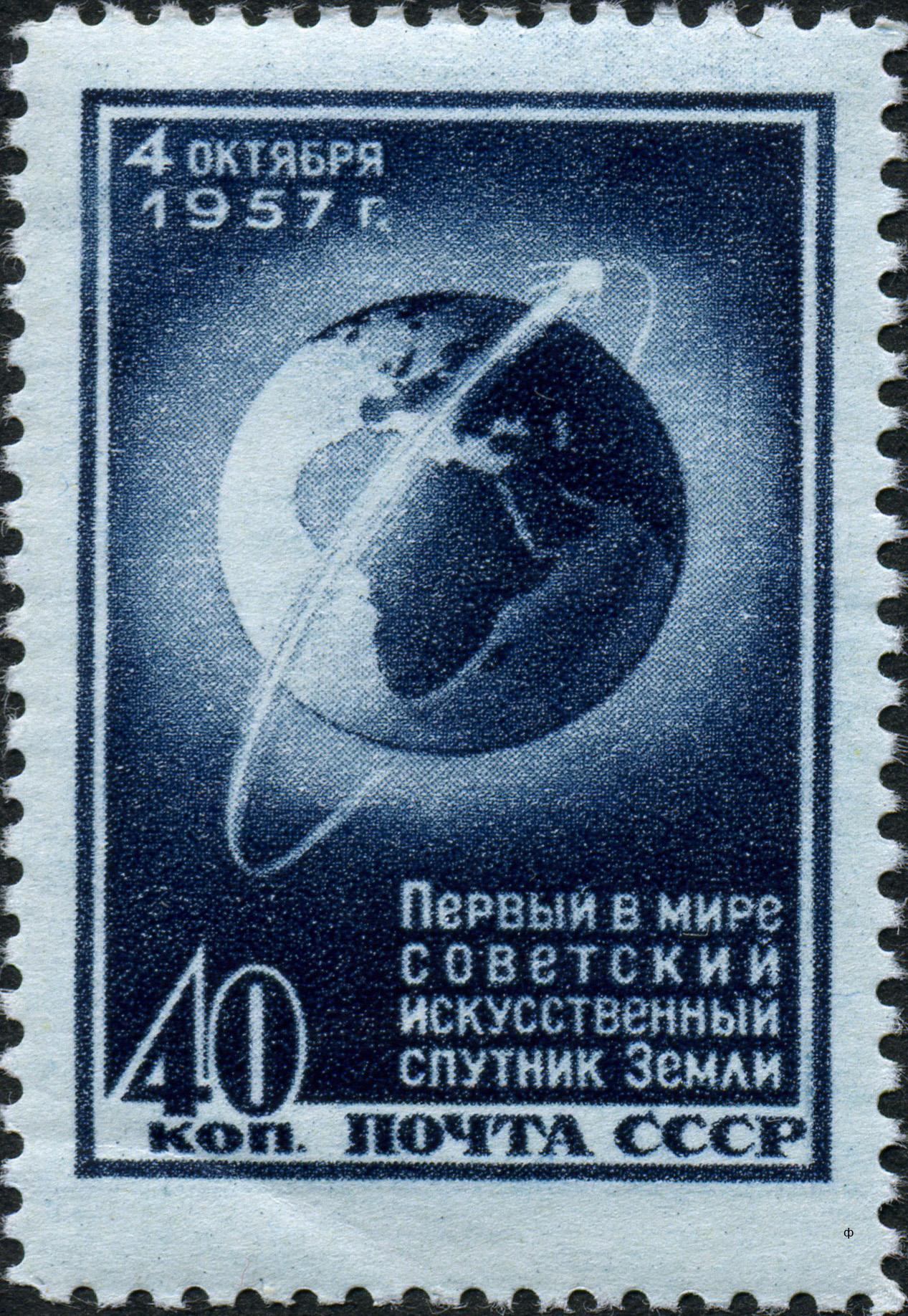
Con tem Liên Xô vẽ hình quỹ đạo Sputnik bay quanh Trái Đất

Khủng hoảng Spunik là những phản ứng của Hoa Kỳ trước thành công của chương trình Sputnik. Đây là một sự kiện quan trọng trong Chiến tranh Lạnh bắt đầu từ ngày 4 tháng 10 năm 1957 khi Liên Xô phóng thành công Sputnik 1, vệ tinh nhân tạo đầu tiên của Trái Đất.
Vụ phóng Sputnik I của Liên Xô và hai thử nghiệm dự án Vanguard thất bại của Mỹ đã gây xôn xao công chúng Hoa Kỳ, Tổng thống Dwight D. Eisenhower đã gọi đây là "Khủng hoảng Sputnik". Mặc dù bản thân Sputnik là vô hại, việc phóng nó đã nêu bật mối đe dọa liên tục mà Hoa Kỳ đã nhận thấy từ Liên Xô kể từ khi chiến tranh Lạnh nổ ra sau thế chiến thứ hai. Tên lửa đã đẩy Sputnik cũng có thể đưa một đầu đạn hạt nhân đến bất cứ đâu trên thế giới chỉ trong vài phút, chọc thủng chiến hào đại dương, thứ đã bảo vệ thành công Hoa Kỳ lục địa khỏi bị tấn công trong cả hai cuộc thế chiến. Trước đó, người Liên Xô đã chứng minh khả năng này vào ngày 21 tháng 8 bằng một chuyến bay thử nghiệm 6.000 km thành công của Tên lửa R-7; Cục Điện báo Liên Xô đã thông báo về vụ thử nghiệm 5 ngày sau đó và sự kiện này được truyền thông rộng rãi trên Aviation Week và các báo đài khác.
Chưa đầy một năm sau sự kiện phóng Sputnik, Quốc hội Mỹ đã thông qua Đạo luật Giáo dục Quốc phòng (NDEA). Luật này là một chương trình 4 năm tiêu tốn hàng tỷ đô la vào hệ thống giáo dục Hoa Kỳ.
Sau cú sốc dư luận ban đầu, cuộc chạy đua vào không gian bắt đầu, dẫn đến sự kiện con người lần đầu bay vào không gian, chương trình Apollo và những người đầu tiên đặt chân lên Mặt Trăng năm 1969.